# Rakel Hönnudóttir
Rakel Hönnudóttir (ur. 30 grudnia 1988 w Akureyri) – islandzka piłkarka, grająca na pozycji napastnika, pomocnika lub bramkarza, wielokrotna reprezentantka Islandii.

## Kariera piłkarska

### Kariera klubowa
W 2004 roku rozpoczęła swoją karierę zawodową w rodzimym klubie Þór/KA/KS, który od 2006 nosił nazwę Þór/KA. W styczniu 2009 została wypożyczona do Brøndby IF, ale nie rozegrała żadnego meczu i w kwietniu wróciła do swego klubu. W 2012 przeniosła się do Breiðablik. Sezon 2018 spędziła w szwedzkim IF Limhamn Bunkeflo. W styczniu 2019 podpisała kontrakt z angielskim Readingiem. W grudniu 2019 wróciła do Breiðablik. W Breiðablik zajęła pozycję bramkarza.

### Kariera reprezentacyjna
5 marca 2008 roku, w wieku 19 lat, zadebiutowała w seniorskiej kadrze narodowej w wygranym 2:0 meczu w Lagos w pierwszym meczu grupowym Pucharu Algarve 2008 z Polkami, wchodząc na boisko jako zmiennik w drugiej połowie. Strzeliła swojego pierwszego gola w reprezentacji w trzecim swoim meczu, zdobywając bramkę na 2:0 z Finlandią. W sumie rozegrała ponad 100 meczów, w których strzeliła 9 goli. Wcześniej od 2006 broniła barw juniorskiej reprezentacji Islandii.

## Sukcesy i odznaczenia

### Sukcesy klubowe
Breiðablik
- mistrz Islandii: 2015, 2020
- zdobywca Pucharu Islandii: 2013, 2016
- mistrz Superpucharu Islandii: 2017, 2016, 2014

### Sukcesy indywidualne
- królowa strzelców Islandii: 2009